# Walis
Walis es una localidad del municipio de Hoctún en el estado de Yucatán, localizado en el sureste de México.

## Toponimia
El nombre (Walis) viene de Valix que proviene del idioma maya.

## Localización
Walis se localiza al oriente de Hoctún, la cabecera municipal.

## Hechos históricos
- En 1930 cambia su nombre de Walix a Walis.
- En 1940 cambia a Xalis.
- En 1950 cambia a Walis.

## Importancia histórica
Tuvo su esplendor durante la época del auge henequenero y emitió fichas de hacienda las cuales por su diseño son de interés para los numismáticos. Dichas fichas acreditan la hacienda como propiedad de José N. Arjona en 1883.

## Demografía
Según el censo de 1970 realizado por el INEGI, la población de la localidad era de 9 habitantes.
| 184                         | 169 | 96 | 89 | 42 | 76 | 0 | 9 |
| (Fuente: INEGI [Consultar]) |     |    |    |    |    |   |   |

## Galería

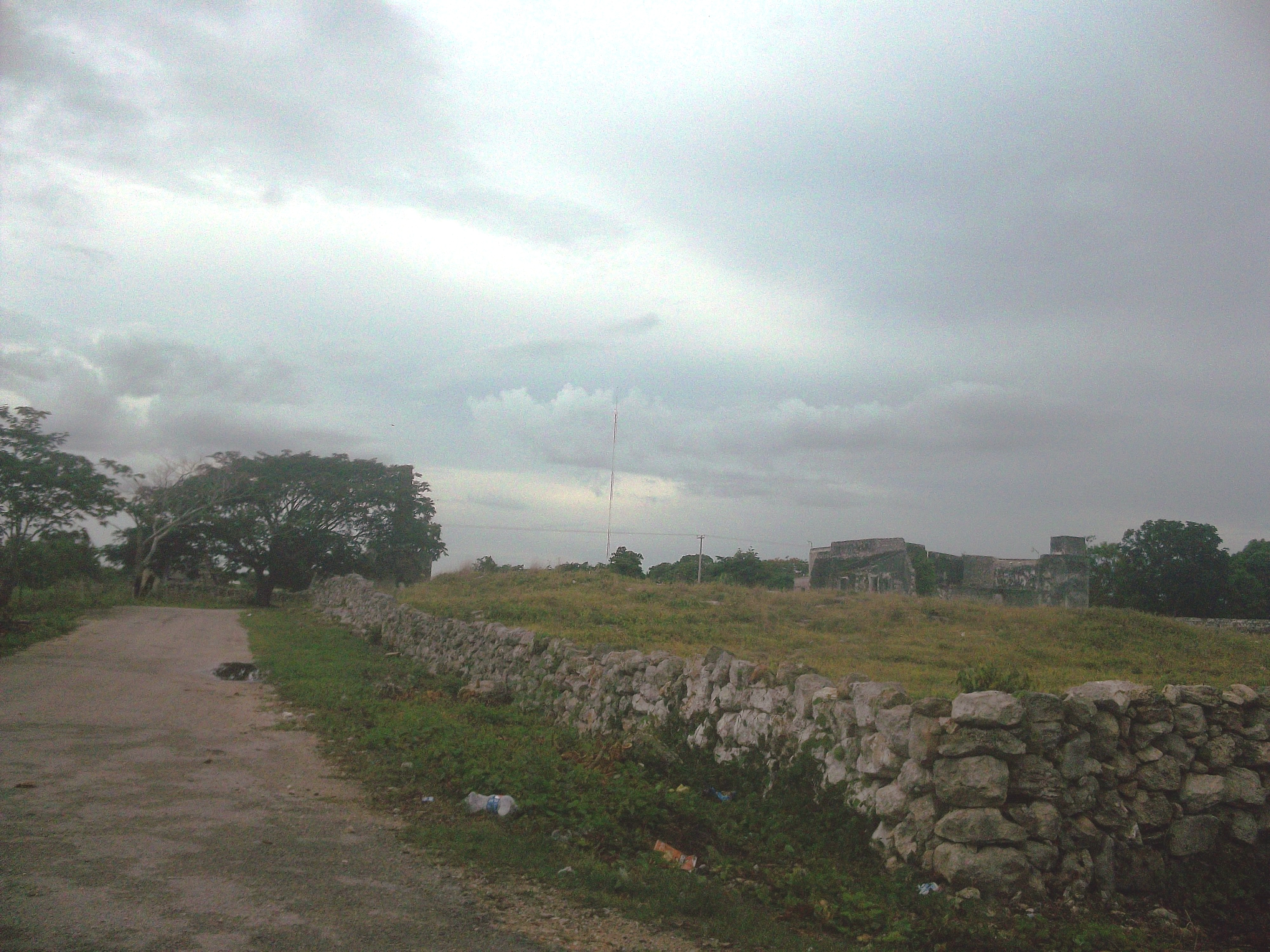
Vista de la hacienda.
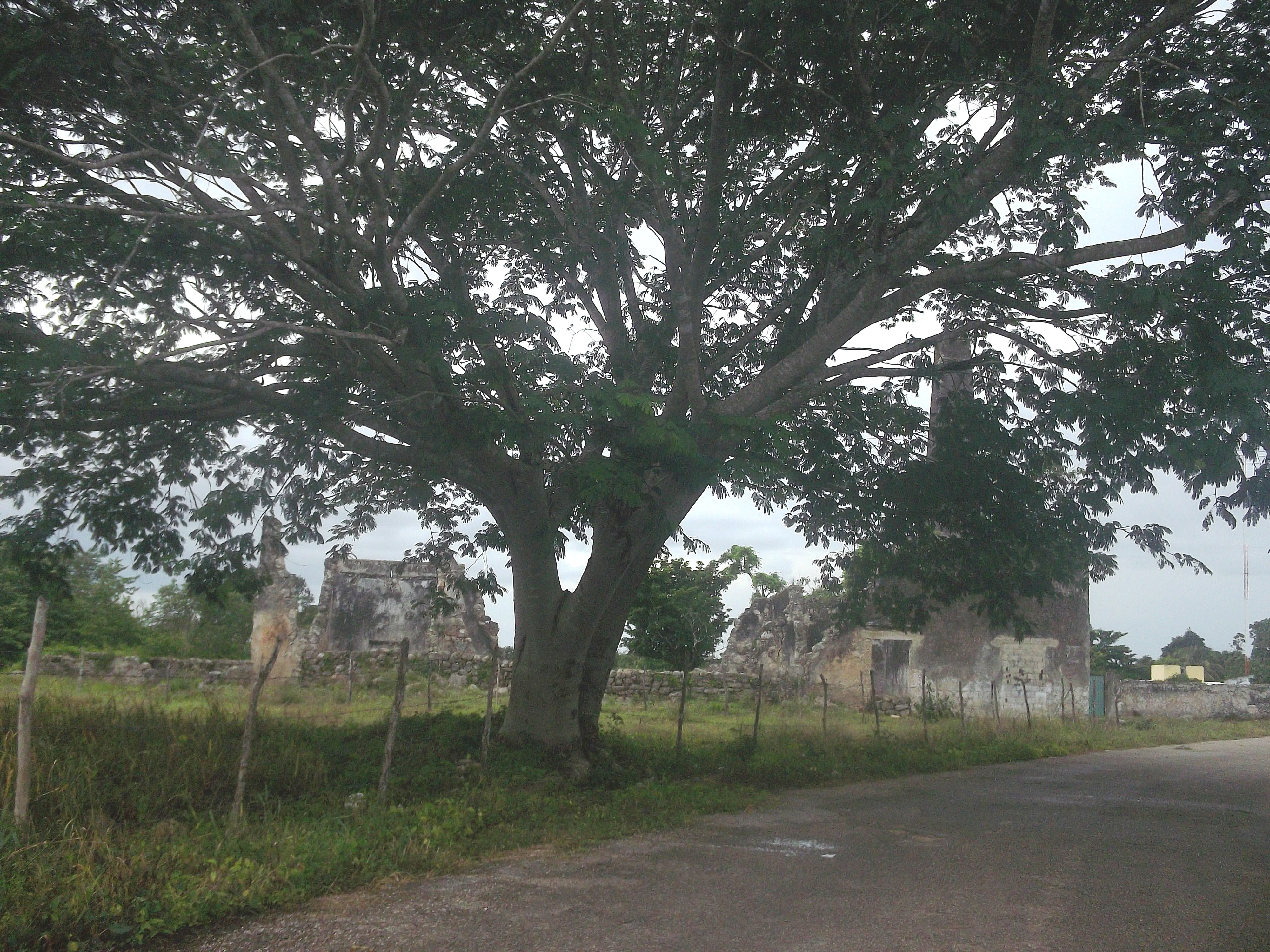
Vista de la hacienda.
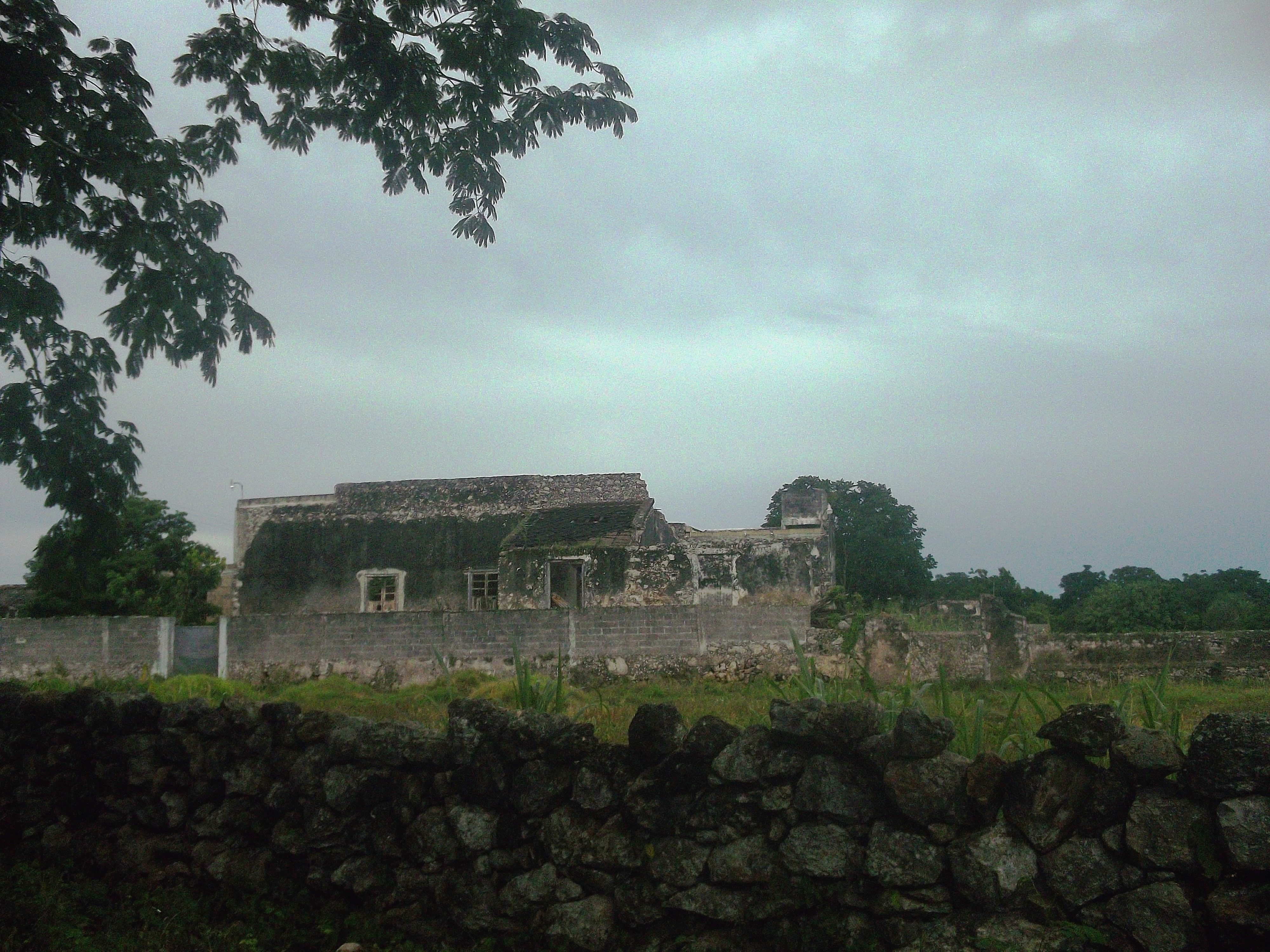
Vista de la hacienda.
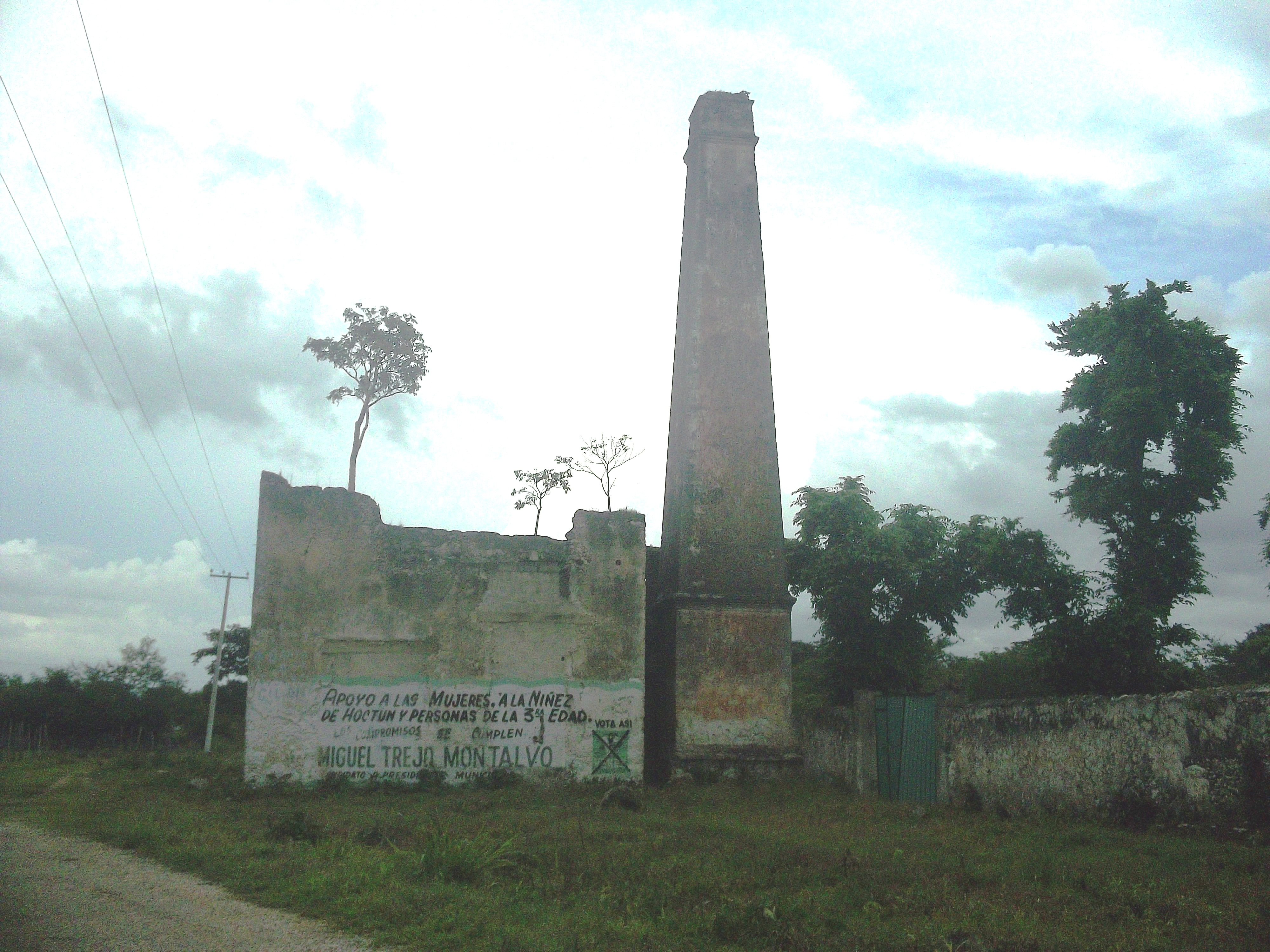
Vista de la hacienda.
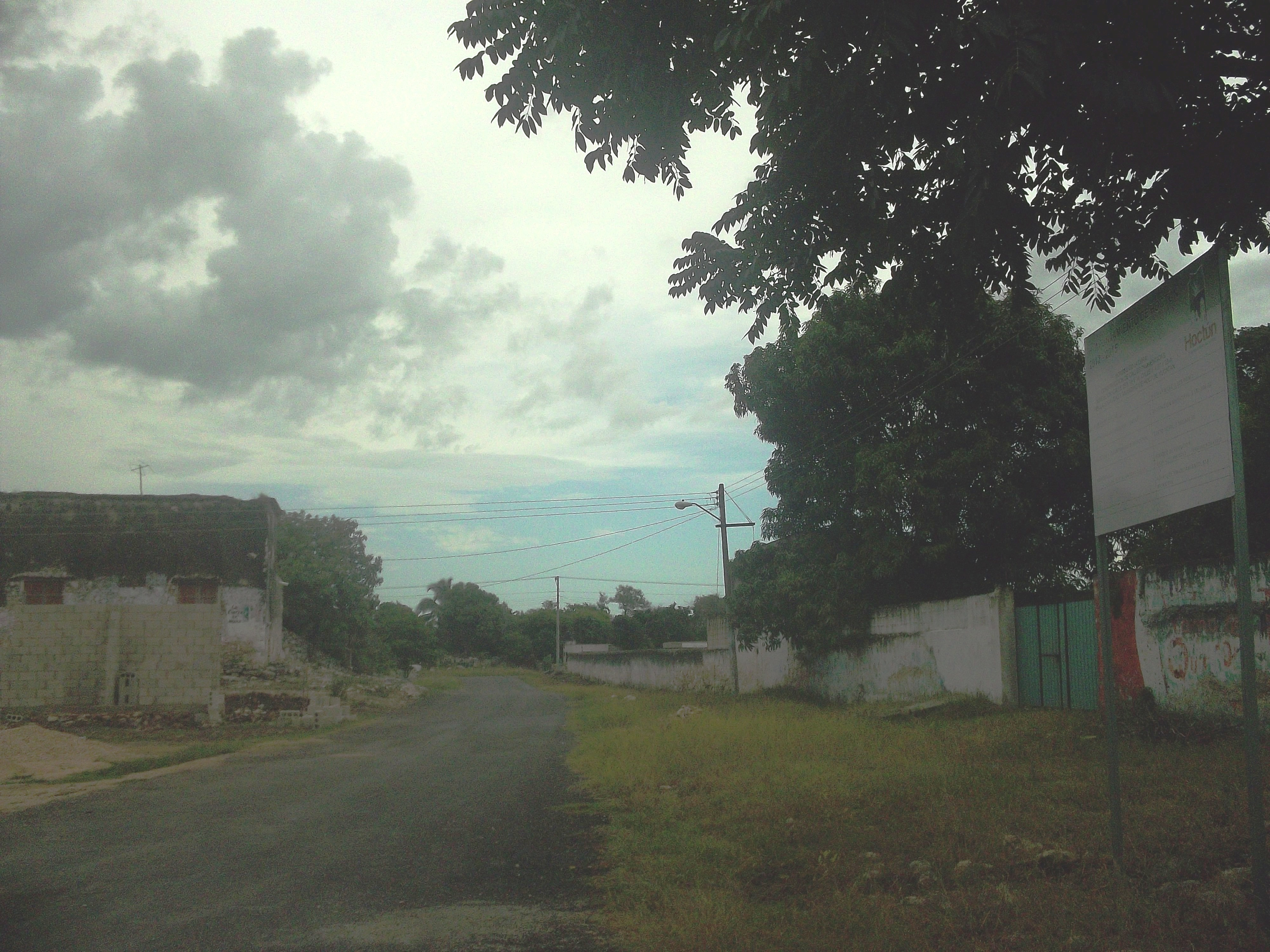
Vista de la hacienda.
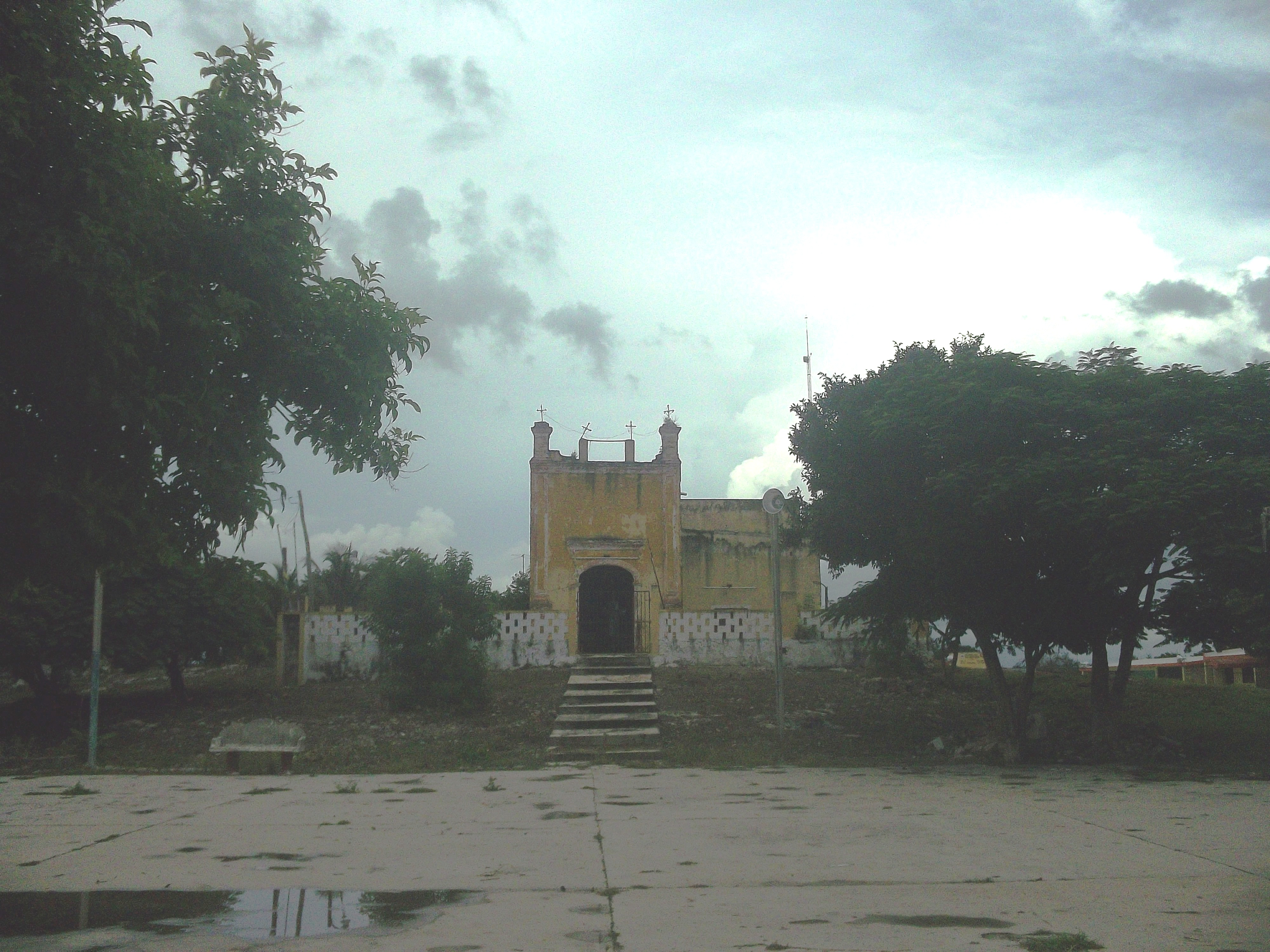
Vista de la iglesia.
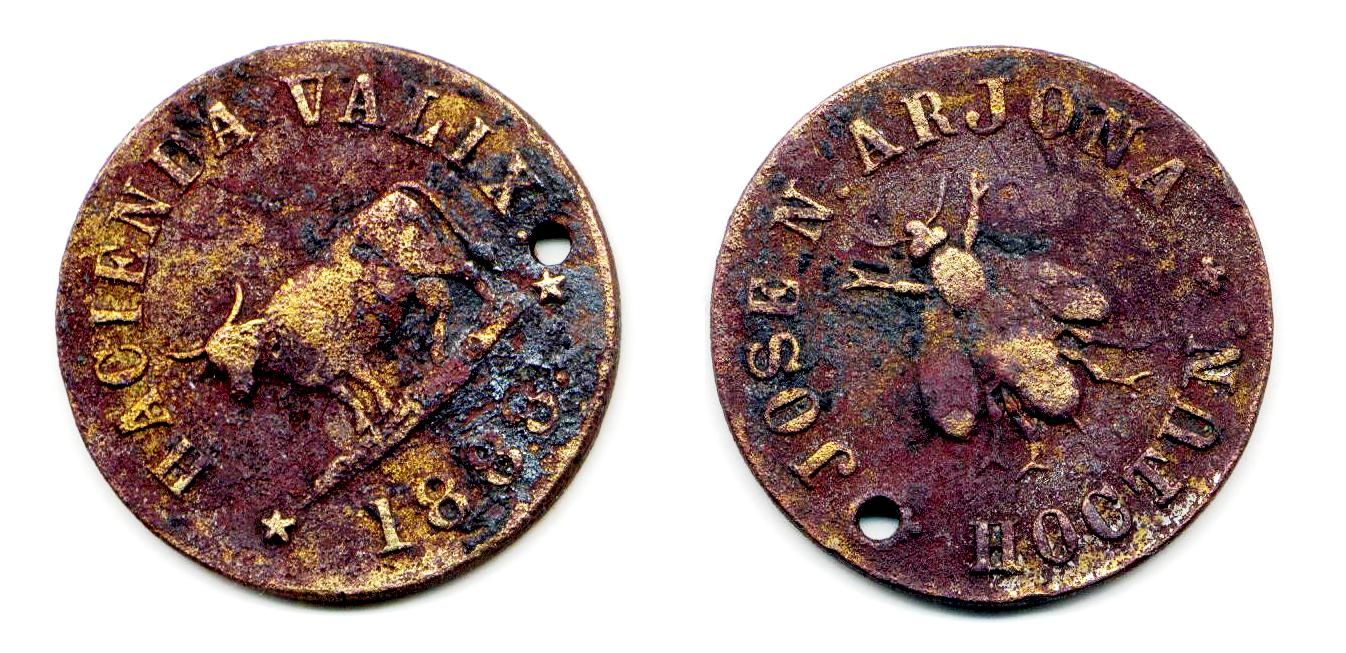
Ficha de pago.